# Гульельмо I (маркиз Монферратский)
Гульельмо I (итал. Guglielmo I del Monferrato; ок. 870 — между 924 и 933) — итальянский граф, отец Алерамо — основателя династии Алерамичи.

## Биография
Происхождение не выяснено. Большинство исследователей отождествляют его со знатным человеком по имени Wilielmus, который согласно «Gesta Berengaria imperatoris» в 888 году, переправившись через Альпы, прибыл в Италию во главе отряда в 300 всадников для поддержки герцога Сполето Гвидо III в его борьбе с королём Италии Беренгаром I.
Вероятно, Гвидо, утвердившись на императорском троне, щедро вознаградил своего сторонника земельными владениями.
По мнению Галеотто Дель Каррето (Galeotto Del Carretto), автора изданной в 1493 году «Cronica degli Illustrissimi Principi et Excellentissimi Marchesi di Monferrato», топоним Монферрато происходит от слов железо («fer») и гора («mont»).
Современный историк Олимпио Муссо (Olimpio Musso) предположил, что родовым владением Гульельмо I был город Монферра (Montferrat) к северу от Гренобля. Там в древние времена существовала графство Серморан, о правителях которого нет никаких сведений. Возможно, одним из них как раз и был Гульельмо I.
Граф Гульельмо (Гильом) упоминается в акте, датированном 924 годом. Его авторы — архиепископ Милана Ламберт и графы Гильом, Гизельберт и Самсон, адресат — король Бургундии Рудольф II. Контекст этого документа даёт понять, что упомянутые трое графов находились в оппозиции к Адальберту Иврейскому — претенденту на трон короля Италии. Что даёт ещё один плюс в пользу бургундского происхождения Гульельмо I.
Не известно, какие сеньории входили в состав графства, которое Гульельмо I получил в Италии. В инвеституре 967 года император Оттон I перечисляет города его сына Алерамо: Акви, Савона, Асти, Монферрат, Турин, Верчелли, Парма, Кремона и Бергамо. Вероятно, полученные в наследство от отца владения находятся или в середине, или в конце этого списка. Одна из гипотез — что Гульельмо I был графом Верчелли.